# Tambovské povstání
Tambovské povstání (rusky Тамбовское восстание) neboli Antonovščina (Антоновщина) bylo jedno z největších lidových povstání během občanské války v Rusku proti moci Sovětů. Někdy je rebelie nazývána Antonovščinou, podle příjmení jednoho z povstalců, velitele štábu 2. povstalecké armády a člena strany Eserů Alexandra Antonova, kterému je často připisováno vedoucí postavení v povstání. Hlavou povstalců byl však Pjotr Tokmakov, velitel partyzánské armády a předseda Svazu pracujícího rolnictva.
Zajímavostí bylo, že bitvy se účastnili dva jedinci stejného jména (Alexandr), příjmení (Antonov), a dokonce i jména po otci (Stěpanovič)! Nejednalo se však o příbuzné.

## Před povstáním
Do roku 1917 měla Tambovská oblast kolem 4 milionů obyvatel a byl považována za jednu z nejbohatších gubernií v Rusku.
Po uchopení moci bolševiky byli lidé zbaveni jakýchkoliv politických i hospodářských práv, bylo jim zakázáno obchodovat s potravinami, které jim byly násilně zabavovány. Postupně začala růst nespokojenost a roku 1918 vypuklo protibolševické povstání čítající přes 40 tisíc lidí. Potlačení rebelie komplikoval častý přechod rudoarmějců (mnohdy se zbraní v rukou) na stranu partyzánů.
Roku 1919 převzal Tambov generál Konstantin Mamontov, který dal tambovským partyzánům velké množství potravin a zbraní. V roce 1920 bylo pro lepší koordinaci bojů jednotné skupiny sjednocené ve dvě armády (1. a 2. povstalecká). V roce 1920 ochromil Tambov sucho a nedostatek obilí.

## Povstání
Povstání jako takové vypuklo 19. srpna 1920, kdy v několika přilehlých vesnicích Chirtovo, Kamenka a Tugolukovo zklamaně odevzdávali rolníci chléb komunistům a čekistům. V tentýž den došlo k několika malým potyčkám, které se jako oheň postupně šířily Tambovskou gubernií a přerostly v povstání. Do povstání se zapojily i Saratovská a Voroněžská oblast.

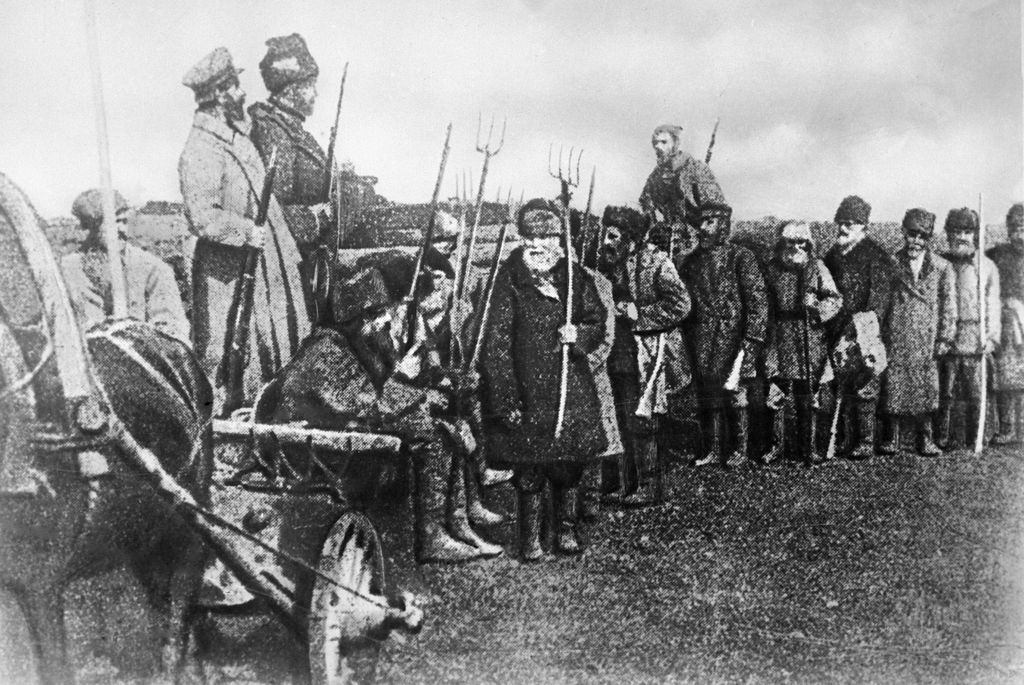
Rolníci zapojení do povstání

Rolníci likvidovali bolševické úřady, zabíjeli tamní úředníky sympatizující s bolševiky, sestavili brannou posádku a převzali moc do svých rukou. Bolševici vyslali svého člověka Alexandra Šlichtera povstání potlačit, avšak neúspěšně.
Povstání nabíralo charakter utahování opasků.[ujasnit] Dne 14. listopadu 1920 se povstalci rozhodli sjednotit pod jednotným vedením. V čele vedení vstanul důstojník Pjotr Tokmakov. Jeho politický program byl stavěn na demokratické rovnosti pod heslem svrhnutí bolševické diktatury a redukce politické i hospodářské svobody.
Povstání dostálo vrcholu v únoru roku 1921, kdy se počet členů povstalecké armády ustálil na 70 tisíc. Pod kontrolou měli prakticky celou Tambovskou oblast (bolševici zaobírali jen bezvýznamné vesničky) a působili bolševikům nedozírné ztráty. Ti navíc začali bojovat s Polskem, což jejich situaci ještě více komplikovalo.
Dne 20. května 1921 byla vyhlášena Tambovská demokratická republika. Hlavou republiky se stal člen Svazu pracujícího rolnictva a předák partyzánského oddílu Šendjapin.

## Zlom
Situaci zhoršil konec polsko-sovětské války a porážka Wrangela na Krymu. Tato skutečnost pomohla obrátit pozornost na povstalce. V únoru 1921 byla vytvořena komise proti rebelům, v jejímž čele stál Vladimir Antonov-Ovsejenko.
Dne 27. dubna 1921 vyrazila Rudá armáda pod vedením Tuchačevského proti Tambovu. V té době velitel rebelů Tokmakov zemřel.

## Porážka povstání

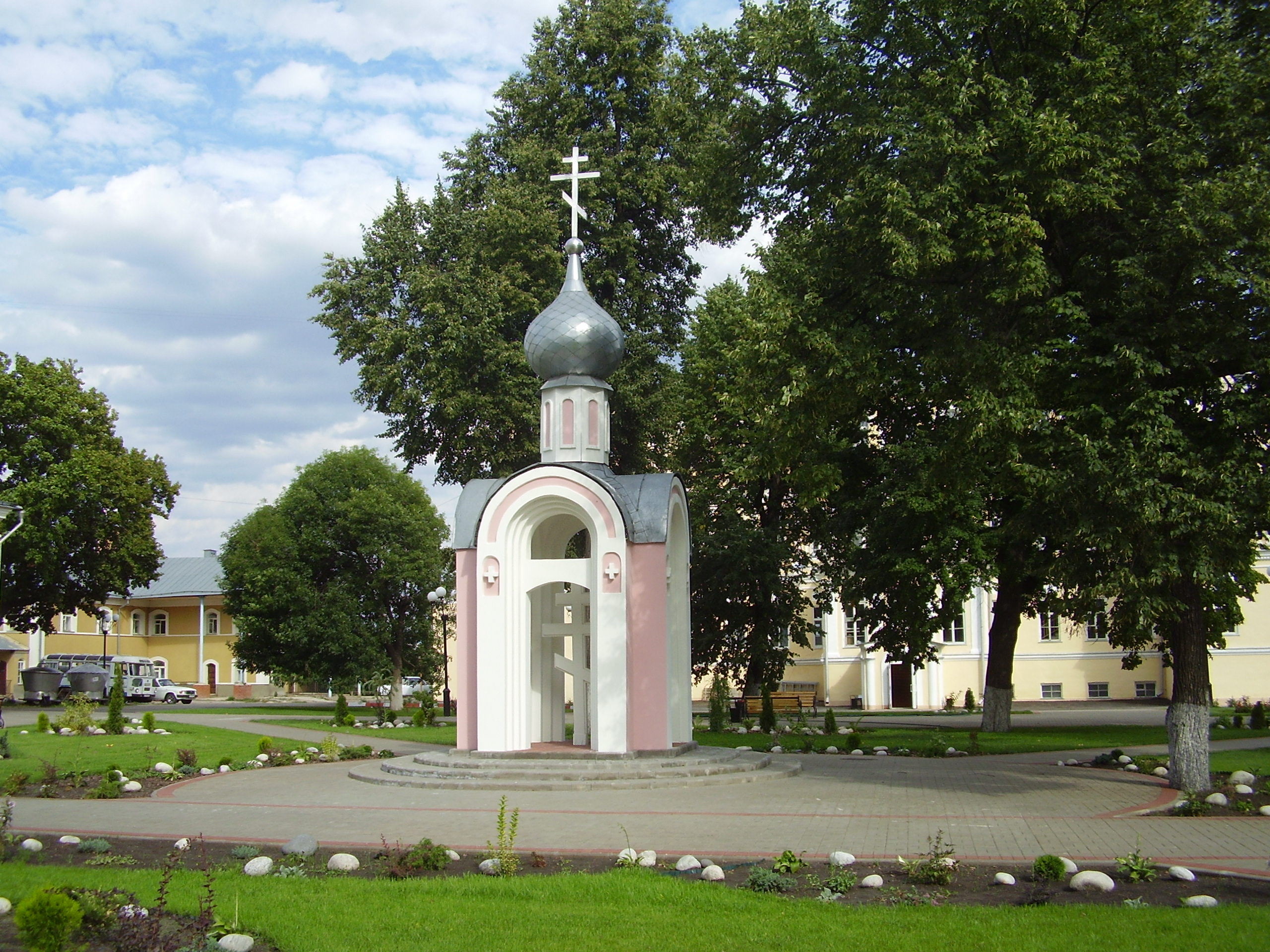
Kaple v tambovském monastýru Panny Marie připomínající oběti povstání byla vysvěcena v roce 1993 Alexiem II.

Na základě svých operací rozmístil Tuchačevskij své jednotky kolem Tambova a zastavil dávky potravin do města, které se chystal vyhladovět. Tato taktika pomalu, ale jistě zabírala: brzy se vzdaly vesnice Koptevo, Chitrovo a Verchnespaskoje. Pod pohrůžkou zastřelení přibíral Tuchačevskij do armády obyvatele vzdávajících se vesnic.
Dne 23. června 1921 vydali Antonov-Ovsejenko a Tuchačevskij výnos o stanném právu. Byly uzákoněny popravy zajatců, neposlušných vojáků či vypálení vzdorujících měst. Jediní zajatci, kteří měli zůstat naživu, byli zdravotníci. Proti rebelům bojovali rudoarmějci kromě pěchoty také artilerií, letadly, bojovými vozidly a chemickými zbraněmi, které byly používány zejména na vymýcení lesů a proti polím rolníkům sympatizujícím s povstalci. Povstalci tyto vymoženosti neměli k dispozici, takže je pomalu čekala nevyhnutelná porážka.
V létě roku 1921 utrpěli povstalci definitivní porážku. Většina povstalců byla popravena, zbytek byl deportován na Sibiř. Jeden z hlavních vůdců povstání Alexandr Antonov se v Tambově ukrýval přibližně rok. Dne 24. dubna 1922 uprchl spolu s bratrem Dmitrijem a svými spolupracovníky před čekisty. Ve vesnici Borisoglebsk však byl dostihnut a ve slepé uličce se svým doprovodem zastřelen. Všichni byli pohřbeni v Kazaňském klášteře.
Sovětská vláda povstání odsoudila jako anarchistický banditismus.
Odhaduje se, že v letech 1920 až 1922 mohlo zahynout v důsledku války, poprav a internace v koncentračních táborech až 240 000 obyvatel Tambovské oblasti.